# Jacques Charpentier (avocat)
Pour les articles homonymes, voir Jacques Charpentier (homonymie) et Charpentier (homonymie).
Jacques Charpentier, né le 5 juillet 1881 à Rueil-Malmaison et mort le 22 juin 1974 à Paris, est un avocat français.
Bâtonnier de l’ordre des avocats de Paris de 1938 à 1945. Ténor du barreau parisien, il a été l’avocat de procès financiers et politiques.

## Biographie

### Avocat depuis 1908
Fils d'un avocat à la Cour d'appel de Paris, Jacques Charpentier, docteur en droit et licencié ès lettres, est inscrit au tableau de l'ordre des avocats du bareau de Paris le 20 octobre 1908. Dès l'année suivante, il est premier secrétaire de la conférence du stage, ce concours d'orateurs qui distingue les talents prometteurs. Il est le collaborateur du bâtonnier Manuel Fourcade. 

Membre du conseil de l'ordre des avocats de Paris de 1927 à 1931, il est élu par ses pairs « dauphin » du bâtonnier en juin 1937, après un échec en 1935. Il est élu bâtonnier en 1938. Grâce à ses qualités personnelles et à son talent d'avocat civiliste (spécialisé en affaires civiles, par opposition aux avocats pénalistes) : 

« Une parole simple et sans apprêt, élégante et châtiée comme il sied, un talent d'une grande souplesse, aussi propre à défendre les droits d'une Compagnie de chemins de fer ou d'un administrateur de société anonyme que ceux d'un acteur de la Comédie-Française,. »

 Le quotidien socialiste Le Populaire est plus critique et le présente comme un « réactionnaire bon ton qui maintiendra les traditions désuètes », un avocat « qui n'a pas d'histoire » et qu'aucun procès n'a « mis en vedette », à « l'éloquence d'un genre sobre pour les gens bien élevés et terne pour les gens sincères ». Il est réélu l'année suivante selon l'usage, mais avec moins de voix qu'en 1938, pour avoir indisposé des confrères de gauche selon Le Populaire.

### Bâtonnier sous l'Occupation
Son bâtonnat aurait dû s'achever en octobre 1940 mais, du fait du décès de son « dauphin » et de l'absence d'élections, il est bâtonnier de facto sous le régime de Vichy jusqu'en septembre 1943. Il évoque dans ses mémoires une « lune de miel » avec le nouveau régime à ses débuts et note: « Mes premiers rapports avec Vichy ne furent pas mauvais. Je ne vois aucun inconvénient à dire tout haut cette vérité ». C'est que Vichy reprend les demandes de l'ordre concernant les avocats naturalisés, exclus du barreau en septembre 1940. « «Ayant été envahis par des naturalisés de fraîche date (…) qui apportaient dans la conduite des litiges des procédés de leur bazar, (…) la politique de Vichy se rencontrait avec nos intérêts professionnels », écrit Charpentier dans ses mémoires en 1949. Il est désigné en 1940 et 1941 membre du comité budgétaire, chargé d'établir le budget de l'Etat et qui pallie l'absence de Parlement. 
Mais il a su défendre les traditions judiciaires et les prérogatives de l'Ordre contre le régime de Vichy, refusant ainsi que les avocats prêtent serment au maréchal. Il défend Paul Reynaud lors du Procès de Riom, défend ses droits et ceux des autres accusés face aux remises en cause des droits de la défense par les autorités, dans des lettres adressées à Pétain et au garde des sceaux Joseph Barthélémy. Il proteste contre l'arrestation des avocats de Georges Mandel, demande que des avocats arrêtés par les Allemands puissent être assistés par un défenseur, entreprend des démarches pour sauver des avocats communistes arrêtés et exige que son nom soit supprimé de la liste de personnalités qui protestent contre les attentats visant des soldats allemands commis par des résistants. 
Son rôle à la tête du barreau de Paris est cependant controversé pour n'avoir pas protesté publiquement contre la législation xénophobe et antisémite du régime de Vichy et avoir accepté la radiation d'avocats juifs (juillet 1941) et le numerus clausus. Il explique dans ses mémoires qu'il partageait l'avis de Pierre Masse, sénateur et avocat juif mort en déportation, selon lequel « une protestation n'aurait eu d'effet que d'aggraver la situation » des juifs. Dans ses mémoires (Au service de la liberté), Charpentier déplore en tout cas le choix d'« abroger radicalement la prohibition édictée » par le régime de Vichy en ce qui concerne les avocats naturalisés.
Toutefois, il est entré dans la résistance judiciaire, en lien avec le Front national judiciaire auquel il appartient, et dans la clandestinité en septembre 1943. Il est membre du Comité général d'études (CGE) . Il a été pressenti par le Comité français de Libération nationale pour être le secrétaire général à la justice, c'est-à-dire le ministre de la justice provisoire des territoires bientôt libérés, mais il a refusé après mûre réflexion, estimant qu'un bâtonnier n'était pas qualifié pour ce poste.
Il est bâtonnier lors de la Libération en 1944-45, jusqu'en juillet 1945. A la Libération, il célèbre la mémoire de ses confrères morts durant l'Occupation et rend hommage à la résistance. Il est promu commandeur de la Légion d'honneur en 1946.

### Un ténor du barreau
Selon la tradition, il est réélu membre de l'Ordre des avocats du barreau de Paris, en tant qu'ancien bâtonnier, jusqu'au début des années 1970. Il est l'un des animateurs en 1946 du Parti républicain de la liberté, un nouveau parti ancré à droite. 
En tant que bâtonnier, il propose plusieurs avocats au maréchal Pétain pour son procès en 1945. Il prend la parole lors du procès de Pétain pour affirmer que les avocats du maréchal « plaideront dans le plus grand calme et la sérénité qui convient à la robe ». Il plaide dans plusieurs procès de collaboration. Pour des sociétés accusées de collaboration, comme les éditions Grasset ou la société du Petit Parisien. Pour des dirigeants d'entreprises. Pour les anciens ministres Pierre Caziot, Henry Lémery, et Pierre-Étienne Flandin. Il va être d'ailleurs l'un des animateurs de l'Alliance démocratique (France), de Flandin. À la fin de son bâtonnat, le barreau de Paris réclame le retour au respect des libertés individuelles et des libertés publiques, en matière de procès notamment. Me Charpentier a critiqué les procès de l'épuration et les juridictions d'exception, les comités d'épuration qui sont pour lui des « caricatures de tribunaux » et les cours de justice « qui ont commis tant d'injustices, perpétué tant de haines et compromis la France aux yeux de l'étranger ». Il s'en prend aussi aux communistes, à ce qu'il appelle le « scandale des scandales »: « Les cours de justice sont aux mains des communistes. Il est temps d'en finir. (…) Et c'est cette cinquième colonne au service de Moscou qui est chargée de juger les crimes contre la patrie. La France marche sur la tête ! ». 
Il plaide aussi pour d'autres affaires, comme celle de Paule Erny, accusée d'assassinat, pour la famille de Wendel contre un périodique communiste, Action, pour Marie-Madeleine Fourcade, attaquée par un autre dirigeant du mouvement de résistance Alliance, ou encore pour une deuxième secrétaire à l'ambassade de France à Canberra, Rose-Marie Ollier, accusée d'espionnage ou bien dans l'affaire de la succession du peintre Pierre Bonnard. André Morice lui confie ses intérêts dans une affaire de diffamation liée au passé de Morice sous l'Occupation.
Il a été élu par l'Assemblée nationale membre du comité constitutionnel de la IVe République, ancêtre du Conseil constitutionnel (France), de ses débuts à 1958.
Dans le contexte de la guerre d'Algérie finissante, il plaide pour des accusés comme l'industriel algérois Marcel Ronda, acteur de la Semaine des barricades et des officiers comme le commandant Roy, le lieutenant de vaisseau Pierre Guillaume (militaire) ou le colonel Buchoud, et surtout le général putschiste et cadre de l'OAS Edmond Jouhaud. Il est reçu par le général de Gaulle pour demander la grâce de Jouhaud. 

Lors du long procès des barricades, il déclare : 

« Aujourd'hui toute l'Algérie a les yeux fixés sur cette salle. Toute la France aussi. Je devrais dire : les deux France, celle des 121 qui incite à l'insubordination, qui applaudit chaque fois qu'un territoire est arraché à la nation et qui attend de votre jugement une excuse de sa propre trahison ; l'autre aussi, la vraie, la plus nombreuse, Dieu merci !, celle dont le cœur saigne chaque fois qu'un territoire se détache d'elle, qui ne supportera pas, sachez-le bien, que sans avoir même perdu une bataille, l'Algérie soit séparée d'elle. »

Il critique la justice gaullienne dans ses plaidoiries et dans des articles, notamment dans l'hebdomadaire pro-Algérie française Carrefour. Il écrit par exemple : « Ce sont les despotes maladroits, écrit Camille Desmoulins, qui se servent " de baïonnettes. L'art de la tyrannie est de faire la même " chose avec des juges. Que telle soit bien aujourd'hui la conception qui a triomphé dans l'État français, la colère de son chef à la suite du procès (du général Raoul Salan) vient d'en fournir la preuve. La justice n'est à ses yeux qu'un rouage de l'exécutif. ». Il milite ensuite pour l'amnistie, aux côtés notamment de l'Union française pour l'amnistie et de Jean-Louis Tixier-Vignancour. Il lance aussi un appel à l'amnistie dans Le Monde. Un appel à la fois amer et ironique : 

« Les adversaires du gaullisme lui reprochent de n'avoir atteint aucun de ses objectifs. La passion les égare. La Ve République peut porter à son actif une réussite, indiscutable, irréparable et irréversible. Elle a pleinement réalisé ce que nos contemporains ont baptisé décolonisation et qu'il y a un peu plus de deux cents ans, devant un désastre semblable, on appelait plus modestement la perte de nos colonies. (…) De la France d'outre-mer, il ne reste rien, sinon quelques circonscriptions électorales nécessaires pour procurer à la majorité les trois ou quatre voix qui prolongent son agonie. L'Afrique est libre. Elle est retournée à ses rivalités tribales, à son racisme, à ses croyances primitives. (…) Quant à l'Algérie, celle qui fut française, n'est plus qu'un souvenir, une image d'Épinal. Et sa libération, une bande dessinée. Sur les insurgés victorieux, de nouvelles vagues se sont étendues. L'"interlocuteur valable" est au secret. Ses compagnons et ses émules sont morts, ou disparus. Une nouvelle équipe les remplace, qui a d'autres soucis. Tout cela est mort, enseveli dans le passé. Une page de l'Histoire a tourné. »

Il a été membre de la Société générale des prisons, président de l'Association de législation comparée (1955-57) et de l'Association Henri Capitant des amis de la culture juridique française. Président aussi de l'Association France-Amérique, et membre du conseil supérieur au début des années 1970 de la Faculté libre de droit, d’économie et de gestion (FACO Paris). 
Il a été candidat malheureux à l'Académie française, au fauteuil d'André Bellesort dès 1944 puis à celui d'Édouard Herriot. 

Il collabore à la vénérable Revue des deux Mondes, fief de la droite conservatrice et académique, à la fin des années 1960 et au début des années 1970; il y déplore la fin des professions libérales, évoque les suites de mai 68 ou le départ du général de Gaulle. Dans son ouvrage Le nez de Cleopâtre ou le sens de l'histoire, il moque le mythe du sens de l'histoire. Un mythe qu'il avait écorné lors de sa plaidoirie pour Jouhaud: « Tout ce qu'on a trouvé à leur dire, c'est que c'est le sens de l'histoire. Et comme le sens de l'histoire est une expression un peu éculée, on l'a un peu trop vu dans la propagande communiste, comme le chef de l'Etat qui dispose d'un choix de métaphores somptueuses par lesquelles on habille de pourpre et d'or les réalités les plus humiliantes, le chef de l'Etat a remplacé le sens de l'histoire par le grand vent de l'histoire ». Mais « le vent fait tourner les girouettes » — il rappelle l'abandon du Canada français au XVIIIe siècle et la perte de l'Alsace-Lorraine en 1871, ainsi qu'un passé proche: 

« Et il souffle encore pendant toute la guerre lorsque le général de Gaulle en terme que personne n'oubliera jamais, appelait l'Empire tout entier au secours de la métropole. Seulement aujourd'hui…! aujourd'hui, le grand vent de l'histoire a tourné en sens contraire et il n'apporte plus à ceux dont la communauté se sépare, à ceux qu'elle trahit — il faut bien dire le mot — il n'apporte plus que des insultes. »

## Mémoire
François Mitterrand, en tant que président de la République, a salué sa mémoire en 1982 : 

« C'était au début de la deuxième guerre mondiale et, moi-même, j'y avais connu un homme dont le souvenir reste présent dans la mémoire de ceux qui l'ont rencontré, le bâtonnier Charpentier, qui symbolisa - avec quelle élégance, quel courage et quel sens de l'honneur - ce que pouvait être la profession d'avocat dans un temps difficile, sachant résister à toutes les facilités et d'abord à celle de la peur. »

Pierre-Henri Teitgen le présente à raison comme « un homme de droite ». Sa mémoire, et surtout ses talents d'avocat et son éloquence, sont saluées par ses confrères Jean-Denis Bredin et Thierry Lévy. Ou encore, plus brièvement, par François Gibault, qui rappelle le goût pour le persiflage, les « monumentales vacheries » de cet « avocat de l'ancienne école, très à droite, très vieille France », « encore vert et méchant » à la fin de sa vie, et souligne que ce « grand orateur était aussi une excellente plume, qu'il avait l'habitude de tremper dans le vitriol ». Henri Leclerc (avocat) estime que « l'ordre des avocats de Paris a eu, de 1940 à 1944, une attitude digne sous la conduite du bâtonnier Charpentier ».

En revanche, l'avocat au barreau de Paris Bruno Toussaint, d'extrême gauche se pose en porte-parole des avocats qui « ne supportent plus que l’effigie du Bâtonnier Charpentier, qui s’est jadis rendu complice de la déportation des avocats juifs, trône toujours dans les couloirs du Palais » lors des élections de l'ordre en 2005 et déclare en 2010 : 

« Je veux que l’effigie du sinistre bâtonnier Charpentier, qui se rendit jadis complice de la déportation des avocats juifs, ne puisse plus souiller les couloirs du Palais et que notre Ordre cesse d’honorer sa mémoire. D'autres avocats l'ont également critiqué, tels Jean-Pierre Mignard et Ivan Terel. »

## Distinctions
- Commandeur de la Légion d'honneur (26 décembre 1946)[68]

## Œuvres
- Étude juridique sur le bilan dans les sociétés par actions, A. Rousseau, 1906
- Jacques Marie. Sous l'armure, Jouve, 1919, 233 p.
- Traité pratique des bilans et inventaires. Évaluations. Amortissements. Réserves. Dividendes. Responsabilités, Berger-Levrault, 1921
- Remarques sur la parole, Librairie générale de droit et de jurisprudence, impr. de J. Haumont, 1944, 106 p.
- Au service de la liberté, Fayard, 1949
- Justice 1965, Ed. Hautes chaumes, 1954
- Préface de J'ai choisi la défense, Paris : La Table ronde, 1964, Jean-Louis Tixier-Vignancour
- Le Nez de Cléopâtre ou le sens de l'histoire, Berger-Levrault, 1967, 376 p.
- Pour la peine de mort, pendant de Contre la peine de mort d'Albert Naud, Berger-Levrault, collection Pour ou contre, 1967[69]